# Log4j
Log4j es una biblioteca de código abierto desarrollada en Java por la Apache Software Foundation que permite a los desarrolladores de software escribir mensajes de registro, cuyo propósito es dejar constancia de una determinada transacción en tiempo de ejecución. Log4j permite filtrar los mensajes en función de su importancia. La configuración de salida y granularidad de los mensajes es realizada en tiempo de ejecución mediante el uso de archivos de configuración externos. Log4J ha sido implementado en otros lenguajes como C, C++, C#, Perl, Python, Ruby y Eiffel.

## Historia
Log4j es un proyecto de la Apache Software Foundation que fue escrito por Ceki Gülcü. Log4j es uno de los varios Java Logging Frameworks existentes.
Gülcü ha comenzado los proyectos SLF4J y Logback, con la intención de ofrecer un sucesor a log4j.

## Conceptos

### Niveles de prioridad de los mensajes
Por defecto Log4J tiene seis niveles de prioridad para los mensajes: trace, debug, info, warn, error y fatal. Además existen otros dos niveles extras, all y off.
Niveles de prioridad (de menor a mayor):
- OFF: este es el nivel de mínimo detalle, deshabilita todos los logs.

- FATAL: se utiliza para mensajes críticos del sistema, generalmente después de guardar el mensaje el programa abortará.

- ERROR: se utiliza en mensajes de error de la aplicación que se desea guardar, estos eventos afectan al programa pero lo dejan seguir funcionando, como por ejemplo que algún parámetro de configuración no es correcto y se carga el parámetro por defecto.

- WARN: se utiliza para mensajes de alerta sobre eventos que se desea mantener constancia, pero que no afectan al correcto funcionamiento del programa.

- INFO: se utiliza para mensajes similares al modo "verbose" en otras aplicaciones.

- DEBUG: se utiliza para escribir mensajes de depuración. Este nivel no debe estar activado cuando la aplicación se encuentre en producción.

- TRACE: se utiliza para mostrar mensajes con un mayor nivel de detalle que debug.

- ALL: este es el nivel de máximo detalle, habilita todos los logs (en general equivale a TRACE).

### Anexos
En Log4J los mensajes son enviados a una (o varias) salida de destino, lo que se denomina un appender.
Existen varios appenders disponibles y configurados, aunque también podemos crear y configurar nuestros propios appenders.
Típicamente la salida de los mensajes es redirigida a un fichero de texto .log (FileAppender, RollingFileAppender), a un servidor remoto donde almacenar registros (SocketAppender), a una dirección de correo electrónico (SMTPAppender), e incluso en una base de datos (JDBCAppender).
Casi nunca es utilizado en un entorno de producción la salida a la consola (ConsoleAppender) ya que perdería gran parte de la utilidad de Log4J.

### Disposiciones
Permite presentar el mensaje con el formato necesario para almacenarlo simplemente en un archivo de texto de extensión «.log» (SimpleLayout y PatternLayout), en una tabla HTML (HTMLLayout), o en un archivo XML (XMLLayout).
Además se puede añadir información extra al mensaje, como la fecha en que se generó, la clase que lo generó o el nivel que posee, entre otro, por cada paso

## Configuración
La API es totalmente configurable, ya que se realiza mediante un archivo en formato XML o en formato Java Properties (clave=valor), generalmente llamado log4j.properties.
En el siguiente ejemplo implementamos un fichero properties de configuración, y configuramos dos registros.
- CONSOLE imprimirá los mensajes en la consola por líneas (%m%n).
- LOGFILE añadirá los mensajes a un fichero (aplicación.log), reservando los primeros 4 caracteres para los milisegundos en que se generó el mensaje (%-4r), entre corchetes quién generó el mensaje ( [%t]), cinco espacios para la prioridad del mensaje (%-5p), la categoría del mensaje (%c) y finalmente el propio mensaje junto con un retorno de carro (%m%n).

```
 ################################################################
 ### Configuración para LOCAL                                 ###
 ################################################################
 #log4j.rootCategory=DEBUG, LOGFILE, CONSOLE 
 
 #log4j.appender.CONSOLE=org.apache.log4j.ConsoleAppender
 
 #log4j.appender.CONSOLE=org.apache.log4j.ConsoleAppender
 #log4j.appender.CONSOLE.layout=org.apache.log4j.PatternLayout
 #log4j.appender.CONSOLE.layout.ConversionPattern=%-5p %c %x - %m%n 
 
 
 ################################################################
 ### Configuración para DESARROLLO, PREPRODUCCION, PRODUCCION ###
 ###   Sólo nos interesa el nivel de ERROR    		       ###
 ###   No hay salida de consola			       ###
 ################################################################
 log4j.rootCategory=ERROR, diario
 
 
 ################################################################
 ### Configuración Común		  		       ###
 ################################################################
 log4j.appender.LOGFILE=org.apache.log4j.DailyRollingFileAppender
 log4j.appender.LOGFILE.file=${catalina.base}/logs/aplicacion.log
 log4j.appender.LOGFILE.append=true
 log4j.appender.LOGFILE.DatePattern='.'yyyy-MM-dd
 
 log4j.appender.LOGFILE.layout=org.apache.log4j.PatternLayout
 log4j.appender.LOGFILE.layout.ConversionPattern=%-4r [%t] %-5p %c - %m%n
```

## Uso
Para utilizarlo debemos por supuesto importar las clases que necesitamos de Log4J en nuestro código.
A continuación debemos definir una variable estática del tipo org.apache.log4j.Logger con el nombre de la clase que va a escribir en el registro.
Finalmente debemos configurar el objeto Logger. 
- Podemos utilizar la configuración básica, invocamos el método org.apache.log4j.BasicConfigurator.configure que configura el registro como un ConsoleAppender y un PatternLayout también predefinido.
- Podemos configurar la API del Log4J también en el mismo código.
- Podemos leer la configuración de nuestro fichero log4j.properties, donde definimos el nivel mínimo que debe poseer la traza para ser almacenada en el registro, el o los appenders que utilizaremos, y sus correspondientes layouts. Por defecto al instanciar un Logger Log4J busca en la raíz del classpath de la aplicación un fichero llamado log4j.properties para configurarse.

Un ejemplo para esta última opción:
```
 private static org.apache.log4j.Logger registro;
 		try {
 			URL url = Loader.getResource("log4j.properties");
 			PropertyConfigurator.configure(url);
 			registro = Logger.getLogger(CreaTrazas.class);
 System.out.println ("[" + url.toString() + "] Logger inicializado.");
 		} catch (Exception e) {
 			BasicConfigurator.configure();
 			registro = Logger.getLogger(CreaTrazas.class);
 System.out.println ("Excepción al inicializar el log: " + e.toString());
 		}
```

Lo más útil y flexible en los entornos empresariales reales es utilizar la última opción (archivos de configuración).

## Vulnerabilidad «Log4Shell»
El 24 de noviembre de 2021, investigadores independientes de seguridad informática informaron a Apache sobre una vulnerabilidad tipo ataque de día cero que permitía la ejecución de código arbitrario en Log4j versión 2, denominada Log4Shell (CVE-2021-44228). Fue publicada a través de un tuit el 9 de diciembre de 2021.[cita requerida] Los servicios afectados incluyeron Cloudflare, iCloud, Minecraft (Java Edition), Steam, Tencent QQ, y Twitter. La Apache Software Foundation asignó a la vulnerabilidad la severidad CVSS máxima de 10, por la posibilidad de que millones de servidores fueran potencialmente vulnerables a ciberataques.
La vulnerabilidad apareció en las versiones de la 2.0-alpha1 hasta 2.16.0, y fue mitigada con la versión 2.17.0. Los usuarios y desarrolladores de los programas que usen la biblioteca deben actualizarla para obtener las actualizaciones de seguridad.
El riesgo de esta vulnerabilidad es que es relativamente fácil explotarla, por lo que para las organizaciones  es importante revisar si están expuestas a este riesgo, existen diferentes pruebas de concepto que muestran la vulnerabilidad que pueden servir de base para evaluar el riesgo.

## Proyectos similares
- log4c - Adaptación en C de log4j
- log4js - Adaptación para JavaScript
- log4javascript - Otra adaptación para JavaScript
- log4net - Adaptación para .NET
- log4perl Archivado el 23 de enero de 2013 en Wayback Machine. - Adaptación para Perl
- log4php - Adaptación para Php
- log4r - Adaptación para Ruby
- PL-SQL-Logging-utility - Adaptación de log4j en PL/SQL para Oracle.
- log4db2 - Adaptación de log4j en SQL-PL de IBM DB2.

### Implementaciones
- Log::Log4perl módulo Perl en CPAN

- Datos: Q286923
- Multimedia: Apache Log4j / Q286923